# Arlanzón
|  | Per a altres significats, vegeu «Riu Arlanzón». |

Arlanzón és un municipi de la província de Burgos a la comunitat autònoma de Castella i Lleó. Forma part de la comarca d'Alfoz de Burgos. Inclou els nuclis d'Agés, Galarde, Santovenia de Oca, Villalbura, Villamórico i Zalduendo
| 1991 | 1996 | 2001 | 2004 |
| ---- | ---- | ---- | ---- |
| 404  | 439  | 375  | 411  |